# Sauropus calcareus
Sauropus calcareus är en emblikaväxtart som beskrevs av Murray Ross Henderson. Sauropus calcareus ingår i släktet Sauropus och familjen emblikaväxter. Inga underarter finns listade i Catalogue of Life.